# Cheniers (Marne)
Cheniers is een gemeente in het Franse departement Marne (regio Grand Est) en telt 114 inwoners (2009). De plaats maakt deel uit van het arrondissement Châlons-en-Champagne.
Niet te verwarren met het bij veel Nederlanders bekende Chéniers.

## Geografie
De oppervlakte van Cheniers bedraagt 15,6 km², de bevolkingsdichtheid is dus 7,3 inwoners per km².
De onderstaande kaart toont de ligging van Cheniers (Marne) met de belangrijkste infrastructuur en aangrenzende gemeenten.

## Demografie
Onderstaande figuur toont het verloop van het inwonertal (bron: INSEE-tellingen).